# Verpulus monticola
Verpulus monticola is een hooiwagen uit de familie Sclerosomatidae.